# Török Zsolt Csaba
Török Zsolt Csaba (Nagybánya, 1968. december 11. –) erdélyi magyar biológus, tudományos kutató, biológiai szakíró.

## Életútja, munkássága
Középiskolai tanulmányokat szülővárosában folytatott, a BBTE-n szerzett biológusi oklevelet 1994-ben. Tanulmányai befejeztével Tulceán a Duna-delta Nemzeti Kutatási és Fejlesztési Intézetben dolgozott. Szakterülete a herpetológia (kétéltűek, hüllők osztályával foglalkozó tudományág) és a rovartan. Tagja a Duna-delta és más romániai vadvizek biológiai sokféleségét felmérő intézeti kutatócsoportnak; részt vett madártani kutatásokban és a védett területek kezelési terveinek kidolgozásában is. Szakdolgozatait román, magyar és angol nyelvű folyóiratok közlik. Szerkesztője a Petarda c. természettudományi népszerűsítő kiadványsorozatnak.

## Szaklapokban megjelent tudományos közleményei (válogatás)
- A Nagybányai-medence herpetofaunája
- Kétéltűek védelme a vándorlási időszakban
- A Duna deltája
- Természetvédelem. Ki ellen és hogyan?
- Az észak-dobrudzsai herpetofauna jelenlegi állapota

## Társasági tagság
- Delta Group
- Erdélyi Múzeum-Egyesület (EME)
- Nagykárolyi Bíró Lajos Ökológiai Társaság
- Romániai Madártani Egyesület
- Romániai Lepkésztársaság